# KrioRus
KrioRus 是首間在俄羅斯成立的人體冷凍公司，亦是首間在美國以外成立提供人體冷凍的組織。該人體冷凍組織由八名俄羅斯人體冷凍科學家於2005年成立。

KrioRus 提供不同的人體冷凍保存服務給病人，包括全身冷凍保存、及大腦冷凍保存、基因保存等。除人體冷凍外，亦提供寵物冷凍保存服務、及提供以乾冰運送遺體至人體冷凍組織進行冷凍保存。

## 外部連結
- KrioRus official webpage （页面存档备份，存于）